# Eva Saxl
Eva Saxl (* 1921 in Prag, Tschechoslowakei; † 2002 in Santiago de Chile) war eine  Herstellerin von Insulin und eine Anwältin für Menschen mit Diabetes.

## Insulinproduktion
Während des Zweiten Weltkriegs flohen Eva Saxl und ihr Ehemann Victor Saxl 1940 nach Shanghai, China. Sie arbeitete dort als Englischlehrerin, während ihr Mann eine Anstellung als Ingenieur fand.
Ein Jahr später wurde bei Eva Saxl Typ-1-Diabetes diagnostiziert. Als die Japaner 1941 Pearl Harbor angriffen, wurde die japanische Besetzung Chinas verschärft, und bald wurden alle Apotheken in Shanghai geschlossen. Eva Saxl hatte keinen legalen Zugang zu Insulin. Es war möglich, Insulin auf dem Schwarzmarkt mit Ein-Unzen-Goldbarren zu kaufen. Aber das war nicht die sicherste Option; einer von Evas Freunden starb an den Folgen des Schwarzmarktinsulins.
Schließlich beschlossen Victor und Eva, Insulin auf eine andere – höchst unkonventionelle – Weise zu bekommen: es selbst zu machen. Das Buch Beckmans Innere Medizin beschrieb die Methoden, mit denen Frederick Banting und Charles Best 1921 erstmals Insulin aus den Bauchspeicheldrüsen von Hunden, Kälbern und Kühen extrahiert hatten.
Ein chinesischer Chemiker stellte ihnen ein kleines Labor im Keller eines städtischen Gebäudes zur Verfügung, in dem sie versuchten, Insulin aus der Bauchspeicheldrüse von Wasserbüffeln zu extrahieren. Nach viel Arbeit produzierten sie schließlich ein braunes Insulin. Das Insulin wurde an Kaninchen getestet, die vierundzwanzig Stunden lang ausgehungert waren und dann in zwei Gruppen aufgeteilt wurden. Einer Gruppe wurde die extrahierte Mischung und der anderen Evas Insulin injiziert. Ohne Ausrüstung zum Testen des Urins oder Blutes der Kaninchen konnte Victor die Wirksamkeit des Insulins am besten testen, indem er feststellte, ob die Kaninchen den gleichen hypoglykämischen Schock wie die anderen Kaninchen erlitten. Nachdem Eva das Insulin mehr als ein Jahr lang an Kaninchen getestet hatte, ging ihr das konventionelle Insulin aus und sie probierte es vorsichtig an sich selbst aus – und es funktionierte.
In dem jüdischen Ghetto, in dem sie lebten, brauchten auch viele andere Menschen mit Typ-1-Diabetes dringend Insulin. Eva gab ihr Insulin an zwei Jungen in einem nahe gelegenen Krankenhaus, die im diabetischen Koma lagen.
Mit einer erfolgreichen Charge hausgemachten Insulins begannen die Saxls im Shanghaier Ghetto mit der Insulinproduktion für alle Menschen mit Diabetes. Insgesamt überlebten zwischen 1941 und 1945 mehr als 200 Menschen, und es wurden keine Todesfälle infolge von verdorbenem Insulin gemeldet.

## Nach dem Zweiten Weltkrieg
Die Saxls verließen Shanghai nach dem Zweiten Weltkrieg und wanderten in die USA aus. Aufgrund ihrer Verdienste während des Zweiten Weltkriegs wurde sie und ihr Mann von Präsident Eisenhower im Weißen Haus empfangen. 
Eva und Elliott P. Joslin, MD, Gründer des heutigen Joslin Diabetes Centers in Boston, Massachusetts, freundeten sich an, und bald begann Joslin Eva einzuladen, Vorträge für Gruppen von Kindern und vor Diabetesorganisationen zu halten. Sie wurde die erste Sprecherin für jugendlichen Diabetes. Ihr Mann arbeitete für die Vereinten Nationen.
1968 starb Victor Saxl und Eva zog nach Santiago, Chile, um mit ihrem Bruder, ihrem einzigen lebenden Verwandten, zu leben. Dort war sie als Anwältin für Menschen mit Diabetes aktiv. Eva Saxl starb 2002 in Santiago.
Die Geschichte der Saxls wurde von der CBS-Fernsehsendung Telephone Time (1956–1958) in einer Episode mit dem Titel Time Bomb verfilmt.